# عزالدین الحبیب
عزالدین الحبیب (انگلیسی: Izzeldin Elhabib؛ زادهٔ ۱۴ مارس ۱۹۸۷) بازیکن فوتبال است.
از باشگاه‌هایی که در آن بازی کرده‌است می‌توان به باشگاه فوتبال کایا ایلویلو اشاره کرد.
وی همچنین در تیم ملی فوتبال سودان بازی کرده‌است.